# D-triptofano N-maloniltransferasi
La D-triptofano N-maloniltransferasi è un enzima appartenente alla classe delle transferasi, che catalizza la seguente reazione:
malonil-CoA + D-triptofano ⇄ CoA + N2-malonil-D-triptofano
L'1-amminociclopropano-1-carbossilato può agire al posto del malonil-CoA.